# Monnina densa
Monnina densa là một loài thực vật có hoa trong họ Polygalaceae. Loài này được Planch. & Linden ex Wedd. mô tả khoa học đầu tiên năm 1861.